# Waka Waka (This Time for Africa)
Waka Waka (This Time for Africa) je první singl z alba Listen Up! The Official 2010 FIFA World Cup Album kolumbijské zpěvačky Shakiry. Píseň byla oficiální hymnou Mistrovství světa ve fotbale 2010.
Waka Waka (This Time For Africa) má také španělskou verzi „Waka Waka (Esto Es África)“, která byla použita na podporu prodeje alba ve španělsky mluvících zemích.

## Hitparáda
| Země      | Umístění |
| --------- | -------- |
| Austrálie | 32       |
| Anglie    | 21       |
| Kanada    | 11       |
| Slovensko | 2        |
| Německo   | 1        |
| Evropa    | 1        |
| USA       | 38       |
| Česko     | 1        |

| "Wavin' Flag" od K'naan | Německé #1 hity 25. června~25. června 2010 | "We No Speak Americano" od Yolanda Be Cool & DCUP |